# Липница (Кнић)
Липница је насеље у општини Кнић, у Шумадијском округу, у Србији. Према попису из 2022. има 383 становника (према попису из 2011. било је 459 становника).
Овде се налази Запис орах у Брђанима (Липница).

## Демографија
У насељу Липница живи 474 пунолетна становника, а просечна старост становништва износи 45,1 година (42,5 код мушкараца и 48,0 код жена). У насељу има 196 домаћинстава, а просечан број чланова по домаћинству је 2,89.
Ово насеље је великим делом насељено Србима (према попису из 2002. године), а у последња три пописа, примећен је пад у броју становника.
|  |

| Демографија | Демографија | Демографија |
| Година      | Становника  | Становника  |
| ----------- | ----------- | ----------- |
| 1948.       | 960         |             |
| 1953.       | 952         |             |
| 1961.       | 887         |             |
| 1971.       | 756         |             |
| 1981.       | 680         |             |
| 1991.       | 618         | 611         |
| 2002.       | 567         | 581         |
| 2011.       | 459         |             |
| 2022.       | 383         |             |

| Етнички састав према попису из 2002.‍ | Етнички састав према попису из 2002.‍ | Етнички састав према попису из 2002.‍ | Етнички састав према попису из 2002.‍ | Етнички састав према попису из 2002.‍ |
| ------------------------------------ | ------------------------------------ | ------------------------------------ | ------------------------------------ | ------------------------------------ |
|                                      |                                      |                                      |                                      |                                      |
| Срби                                 | Срби                                 |                                      | 559                                  | 98,58%                               |
| Црногорци                            | Црногорци                            |                                      | 5                                    | 0,88%                                |
| Македонци                            | Македонци                            |                                      | 1                                    | 0,17%                                |
| непознато                            | непознато                            |                                      | 1                                    | 0,17%                                |

| Година пописа     | 1948. | 1953. | 1961. | 1971. | 1981. | 1991. | 2002. |
| ----------------- | ----- | ----- | ----- | ----- | ----- | ----- | ----- |
| Број домаћинстава | 186   | 197   | 207   | 207   | 202   | 192   | 196   |

| Број чланова      | 1  | 2  | 3  | 4  | 5  | 6  | 7 | 8 | 9 | 10 и више | Просек |
| ----------------- | -- | -- | -- | -- | -- | -- | - | - | - | --------- | ------ |
| Број домаћинстава | 41 | 58 | 36 | 27 | 17 | 11 | 5 | 1 | 0 | 0         | 2,89   |

| Пол    | Укупно | Неожењен/Неудата | Ожењен/Удата | Удовац/Удовица | Разведен/Разведена | Непознато |
| ------ | ------ | ---------------- | ------------ | -------------- | ------------------ | --------- |
| Мушки  | 252    | 83               | 144          | 15             | 10                 | 0         |
| Женски | 248    | 38               | 141          | 63             | 6                  | 0         |
| УКУПНО | 500    | 121              | 285          | 78             | 16                 | 0         |

| Пол    | Укупно                    | Пољопривреда, лов и шумарство | Рибарство                            | Вађење руде и камена | Прерађивачка индустрија       |
| ------ | ------------------------- | ----------------------------- | ------------------------------------ | -------------------- | ----------------------------- |
| Мушки  | 109                       | 15                            | 0                                    | 1                    | 72                            |
| Женски | 43                        | 5                             | 0                                    | 0                    | 25                            |
| УКУПНО | 152                       | 20                            | 0                                    | 1                    | 97                            |
| Пол    | Производња и снабдевање   | Грађевинарство                | Трговина                             | Хотели и ресторани   | Саобраћај, складиштење и везе |
| Мушки  | 1                         | 2                             | 7                                    | 0                    | 4                             |
| Женски | 0                         | 0                             | 2                                    | 2                    | 1                             |
| УКУПНО | 1                         | 2                             | 9                                    | 2                    | 5                             |
| Пол    | Финансијско посредовање   | Некретнине                    | Државна управа и одбрана             | Образовање           | Здравствени и социјални рад   |
| Мушки  | 0                         | 1                             | 1                                    | 0                    | 1                             |
| Женски | 1                         | 0                             | 1                                    | 1                    | 1                             |
| УКУПНО | 1                         | 1                             | 2                                    | 1                    | 2                             |
| Пол    | Остале услужне активности | Приватна домаћинства          | Екстериторијалне организације и тела | Непознато            | Непознато                     |
| Мушки  | 0                         | 0                             | 0                                    | 4                    | 4                             |
| Женски | 3                         | 0                             | 0                                    | 1                    | 1                             |
| УКУПНО | 3                         | 0                             | 0                                    | 5                    | 5                             |